# Natalia Duco
Natalia Duco Soler (San Felipe, 31 de enero de 1989) es una atleta chilena, especializada en el lanzamiento de peso. Actualmente posee el récord nacional del lanzamiento de bala en Chile en todas sus categorías.

## Trayectoria deportiva
Tras manifestar inicialmente un interés por el voleibol, llegó al atletismo y específicamente al lanzamiento de bala. Algo fuera de lo común para una niña de su edad durante el colegio. Su talento natural, combinado con una gran disciplina, permitió que rápidamente comenzara a brillar y destacar por sobre las otras competidoras nacionales. Fue en la pista del entonces Estadio de Playa Ancha de Valparaíso donde conoció a su actual entrenadora, la cubana Dulce Margarita García, con quien inició una carrera profesional a los 15 años. 
Tras conseguir buenos resultados en diversas competencias a nivel nacional, el año 2005 participó en el Campeonato Mundial de Atletismo de Menores en la ciudad de Marrakech en Marruecos, donde obtuvo el cuarto lugar con un lanzamiento de 14,44 metros.
Con tan solo 17 años, Natalia se quedó con el oro en sus primeros juegos Odesur, los Juegos Suramericanos de 2006 realizados en Buenos Aires, Argentina, consiguiendo la plusmarca nacional en categoría menores, con 16,36 metros.
Un año después, consiguió el tercer lugar en el Campeonato Sudamericano de Atletismo disputado en Sao Paulo, Brasil.
En junio de 2008 se coronó campeona de lanzamiento de peso en los Juegos Iberoamericanos disputados en Iquique, en Chile. realizando un mejor lanzamiento de 18,65 m que fue su marca personal hasta Londres 2012.
En julio logró la primera medalla de oro para Chile en un campeonato mundial de atletismo al obtener, con un envión de 17,23 metros, el primer lugar en el Campeonato Mundial Junior de Atletismo de 2008, que se realizó en la ciudad polaca de Bydgoszcz, superando por más de medio metro a la neerlandesa Melissa Boekelman, quien marcó 16,60 metros.
También participó en los Juegos Olímpicos de Pekín 2008, pero no pudo avanzar a la final de su especialidad, anotando 17,40 metros en su mejor intento, siendo 18,45 la marca mínima para clasificar.
En sus segundos Juegos Odesur, volvió a quedarse con la presea dorada en los Juegos Suramericanos de 2010 disputados en Medellín, Colombia.
En los Juegos Olímpicos de Londres 2012 clasificó a la final del lanzamiento de bala tras lanzar 18.45, 18.23 y 18.17. Clasificaban quienes lanzaran la bala por lo menos a 18.90 o las 12 primeras. Posteriormente, en la etapa final, lanzó el implemento a 18.80, logrando su mejor marca personal y récord nacional, finalizando en un destacado décimo lugar de la competencia olímpica. Luego de que dos lanzadoras marcaran dopaje positivo, Natalia Duco subió al 8.º lugar y recibió el Diploma Olímpico por su final en los JJ. OO. Londres 2012.
En 2013 da un nuevo salto en su carrera deportiva, al disputar algunas fechas de la IAAF Diamond League y de la IAAF World Challenge, obteniendo buenos resultados.
Duco participó en los Juegos Suramericanos de Santiago 2014, donde obtuvo una medalla de oro gracias a un lanzamiento de 18,07 metros.
En 2015, participó en los Juegos Panamericanos en Toronto, Canadá, donde se quedó con la medalla de bronce con una marca de 18,01 m., siendo la primera presea que consigue en competencias Panamericanas. Con esta marca, Duco clasificó directamente a los Juegos Olímpicos de Río de Janeiro 2016.
Este mismo año, participó en su segundo Mundial de Atletismo, en Pekín 2015, donde tras un gran lanzamiento de 18,29 m., se clasificó a la final, obteniendo el noveno lugar, con 17,98 metros.
En los Juegos Olímpicos de Río de Janeiro 2016, sus terceros de manera consecutiva, marcó en la primera etapa 18,18 m., pasando a la segunda fase, donde con una mejor marca de 18,07 m. terminó en el lugar 10.º, no pudiendo avanzar a la final.
El 12 de julio de 2018, la Comisión de Control de Dopaje dio a conocer que Duco había dado positivo en un examen antidopaje realizado el mes de abril de ese mismo año, previo a su participación en los Juegos Sudamericanos de Cochabamba. Tras darse a conocer que la sustancia era la hormona del crecimiento GHRP-6, prohibida por la Agencia Mundial Antidopaje, la deportista, a través de un comunicado oficial, señaló que "de manera categórica digo que jamás he ingerido ningún tipo de sustancia con la intención de obtener una ventaja deportiva, hacer trampa o vulnerar alguna regla que vaya en contra del olimpismo y de mis valores como persona", que no pediría una prueba B y que asumiría cualquier decisión que se tome. Siete meses después, el 15 de febrero de 2019, el Tribunal de Expertos en Dopaje informó que Duco era sancionada con tres años sin poder competir, quedando automáticamente sin poder participar en los Juegos Panamericanos de Lima y en los Juegos Olímpicos de Tokio 2020, estos últimos finalmente retrasados por la pandemia de COVID-19. El 13 de marzo del mismo año, la Odesur le solicitó al Comité Olímpico de Chile la devolución de la presea de oro obtenida por la deportista en los Juegos Suramericanos de 2018 de Cochabamba.

## Vida personal
Natalia Duco heredó de su abuela y de su madre el talento para la pintura, actividad a la que se dedica en sus ratos libres, principalmente dedicada a la técnica del acrílico. En su casa en la ciudad de San Felipe tiene más de 70 obras.
Natalia estudio la carrera de Psicología en la Universidad Gabriela Mistral de Santiago de Chile.
Además de su carrera deportiva, en 2020 participó en el programa MasterChef Celebrity Chile, emitido por Canal 13, resultando ser la ganadora del certamen.

## Plusmarcas nacionales
Actualizado al 21 de junio de 2020.
| Categoría    | Prueba  | Marca   | Fecha                   | Lugar                   | Competición                                         |
| Adultos      | Adultos | Adultos | Adultos                 | Adultos                 | Adultos                                             |
| ------------ | ------- | ------- | ----------------------- | ----------------------- | --------------------------------------------------- |
| Lanzamientos | Peso    | 18,97 m | 18 de mayo de 2018      | Florida, Estados Unidos | Broward Elite Showcase Meet 2018                    |
| Sub-23       |         |         |                         |                         |                                                     |
| Lanzamientos | Peso    | 18,65 m | 13 de junio de 2008     | Iquique, Chile          | XIII Campeonato Iberoamericano de Atletismo de 2008 |
| Juvenil      |         |         |                         |                         |                                                     |
| Lanzamientos | Peso    | 18,65 m | 13 de junio de 2008     | Iquique, Chile          | XIII Campeonato Iberoamericano de Atletismo de 2008 |
| Menores      |         |         |                         |                         |                                                     |
| Lanzamientos | Peso    | 16,36 m | 11 de noviembre de 2006 | Buenos Aires, Argentina | Juegos Suramericanos de 2006                        |

## Palmarés atlético
| Año  | Campeonato                                                    | Lugar                    | Resultado  | Marca           | Ref.   |
| ---- | ------------------------------------------------------------- | ------------------------ | ---------- | --------------- | ------ |
| 2004 | Campeonato Nacional de Atletismo de Menores 2004              | Santiago, Chile          | 1.º        | 12,54 m         | [ 15 ] |
| 2004 | Campeonato Sudamericano de Atletismo de Menores 2004          | Guayaquil, Ecuador       | 2.º        | 12,64 m         | [ 16 ] |
| 2005 | Campeonato Nacional de Pruebas Combinadas e Inv. Menores 2005 | Coquimbo, Chile          | 2.º        | 14,10 m         | [ 15 ] |
| 2005 | Campeonato Nacional de Atletismo Adultos 2005                 | Santiago, Chile          | 1.º        | 14,41 m         | [ 15 ] |
| 2006 | Campeonato Sudamericano Sub-23 de Atletismo 2006              | Buenos Aires, Argentina  | 1.º        |                 |        |
| 2006 | Torneo Internacional Orlando Guaita 2006                      | Santiago, Chile          | 3.º        | 15,25 m         | [ 17 ] |
| 2006 | Campeonato Sudamericano Juvenil de Atletismo 2006             | Caracas, Venezuela       | 1.º        | 15,67 m         | [ 18 ] |
| 2006 | Campeonato Sudamericano Juvenil de Atletismo 2006             | Caracas, Venezuela       | 1.º        | 39,31 m (disco) | [ 15 ] |
| 2006 | Juegos Suramericanos de 2006                                  | Buenos Aires, Argentina  | 1.º        | 16,36 m         | [ 19 ] |
| 2007 | Juegos Deportivos del Alba 2007                               | Caracas, Venezuela       | 3.º        |                 | [ 20 ] |
| 2007 | Campeonato Sudamericano Juvenil de Atletismo 2007             | Sao Paulo, Brasil        | 1.º        | 16,67 m         | [ 21 ] |
| 2007 | Campeonato Sudamericano de Atletismo 2007                     | Sao Paulo, Brasil        | 3.º        | 16,20 m         | [ 15 ] |
| 2007 | Campeonato Panamericano Juvenil de Atletismo 2007             | Sao Paulo, Brasil        | 1.º        | 16,40 m         | [ 22 ] |
| 2007 | Torneo Todo Competidor Copa O'Higgins                         | Santiago, Chile          | 1.º        | 17,23 m         | [ 15 ] |
| 2008 | Campeonato Sudamericano Sub-23 de Atletismo 2008              | Lima, Perú               | 1.º        | 17,77 m         | [ 23 ] |
| 2008 | Grand Prix Sudamericano Ciudad de San Fernando 2008           | San Fernando, Chile      | 1.º        | 17,42 m         | [ 15 ] |
| 2008 | Campeonato Iberoamericano de Atletismo 2008                   | Iquique, Chile           | 1.º        | 18,65 m         | [ 24 ] |
| 2008 | Campeonato Mundial Junior de Atletismo de 2008                | Bydgoszcz, Polonia       | 1.º        | 17,23 m         | [ 25 ] |
| 2009 | Campeonato Copa Cuba 2009                                     | La Habana, Cuba          | 2.º        | 18,19 m         | [ 26 ] |
| 2009 | Campeonato Sudamericano de Atletismo 2009                     | Lima, Perú               | 1.º        | 17,73 m         | [ 27 ] |
| 2010 | Flanders Cup Meeting 2010                                     | Lovaina, Bélgica         | 1.º        | 17,76 m         | [ 28 ] |
| 2010 | Grand Prix Internacional 2010                                 | Río de Janeiro, Brasil   | 2.º        |                 |        |
| 2010 | Grand Prix Internacional 2010                                 | Belém, Brasil            | 1.º        |                 |        |
| 2010 | Grand Prix Sudamericano Sub-23 de Atletismo 2010              | Santiago, Chile          | 1.º        | 18,04 m         | [ 29 ] |
| 2010 | Campeonato Iberoamericano de Atletismo 2010                   | San Fernando, España     | 2.º        | 17,10 m         | [ 30 ] |
| 2010 | Juegos Suramericanos de 2010                                  | Medellín, Colombia       | 1.º        | 17,71 m         | [ 31 ] |
| 2011 | Campeonato Sudamericano de Atletismo 2011                     | Buenos Aires, Argentina  | 1.º        | 17,15 m         | [ 32 ] |
| 2011 | Control Preventivo para Mundial de Atletismo 2011             | Madrid, España           | 1.º        | 18,11 m         | [ 33 ] |
| 2012 | Campeonato Copa Cuba 2012                                     | La Habana, Cuba          | 2.º        | 18,37 m         | [ 34 ] |
| 2012 | Grand Prix Internacional de Atletismo 2012                    | Sao Paulo, Brasil        | 2.º        | 18,11 m         | [ 35 ] |
| 2012 | Grand Prix Internacional de Atletismo 2012                    | Uberlândia, Brasil       | 2.º        | 18,22 m         | [ 36 ] |
| 2012 | International Throwing Meeting 2012                           | León, España             | 1.º        | 18,18 m         | [ 37 ] |
| 2012 | Campeonato Iberoamericano de Atletismo 2012                   | Barquisimeto, Venezuela  | 2.º        | 18,46 m         | [ 38 ] |
| 2013 | Campeonato Copa Cuba 2013                                     | La Habana, Cuba          | 1.º        | 18,00 m         | [ 39 ] |
| 2013 | Liga de Diamante 2013                                         | Oslo, Noruega            | 3.º        | 18,00 m         | [ 40 ] |
| 2013 | Golden Spike Challenge 2013                                   | Ostrava, República Checa | 2.º        | 18,18 m         | [ 41 ] |
| 2013 | Universiada de 2013                                           | Kazán, Rusia             | 3.º        | 17,96 m         | [ 42 ] |
| 2014 | Juegos Suramericanos de 2014                                  | Santiago, Chile          | 1.º        | 18,07 m         | [ 43 ] |
| 2014 | Campeonato Iberoamericano de Atletismo 2014                   | Sao Paulo, Brasil        | 1.º        | 17,53 m         | [ 44 ] |
| 2014 | Grand Prix Internacional de Atletismo 2014                    | Belém, Brasil            | 2.º        | 17,55 m         | [ 45 ] |
| 2014 | Festival Deportivo Panamericano de 2014                       | Ciudad de México, México | 2.º        | 17,88 m         | [ 46 ] |
| 2015 | Campeonato Sudamericano de Atletismo de 2015                  | Lima, Perú               | 2.º        | 17,56 m         | [ 47 ] |
| 2015 | Juegos Panamericanos de 2015                                  | Toronto, Canadá          | 3.º        | 18,01 m         | [ 48 ] |
| 2015 | International Throwing Meeting 2015                           | Leiría, Portugal         | 1.º        | 18,03 m         | [ 49 ] |
| 2015 | International Throwing Meeting 2015                           | Thum, Alemania           | 2.º        | 17,91 m         | [ 50 ] |
| 2015 | International Throwing Meeting "Kostritzer Werfertag" 2015    | Bad Köstritz, Alemania   | 3.º        | 17,83 m         | [ 51 ] |
| 2016 | Campeonato Iberoamericano de Atletismo 2016                   | Río de Janeiro, Brasil   | 3.º        | 17,45 m         | [ 52 ] |
| 2016 | Grand Prix Internacional de Atletismo 2016                    | Palencia, España         | 1.º        | 18,09 m         | [ 53 ] |
| 2016 | International Throwing Meeting 2016                           | Leiría, Portugal         | 1.º        | 18,19 m         | [ 54 ] |
| 2016 | International Throwing Meeting 2016                           | Thum, Alemania           | 2.º        | 18,13 m         | [ 55 ] |
| 2017 | Campeonato Nacional de Atletismo Adultos 2017                 | Santiago, Chile          | 1.º        | 17,00 m         | [ 56 ] |
| 2017 | Grand Prix Internacional de Atletismo 2017                    | Palencia, España         | 1.º        | 17,45 m         | [ 57 ] |
| 2017 | Grand Prix Internacional de Atletismo 2017                    | León, España             | 1.º        | 17,75 m         | [ 58 ] |
| 2018 | Juegos Suramericanos de 2018                                  | Cochabamba, Bolivia      | 1.º (RET.) | 18,15 m         | [ 59 ] |

## Participación en eventos olímpicos y mundiales

### Juegos Olímpicos
| Edición | Año  | Lugar                  | Resultado | Marca   | Ref.   |
| ------- | ---- | ---------------------- | --------- | ------- | ------ |
| XXIX    | 2008 | Pekín, China           | 22°       | 17,40 m | [ 60 ] |
| XXX     | 2012 | Londres, Reino Unido   | 8.º       | 18,80 m | [ 61 ] |
| XXXI    | 2016 | Río de Janeiro, Brasil | 10.º      | 18,07 m | [ 62 ] |
| XXXIII  | 2024 | París, Francia         | 18.º      | 16,64 m | [ 63 ] |

### Mundial de Atletismo
| Edición | Año  | Lugar                | Resultado | Marca   | Ref.   |
| ------- | ---- | -------------------- | --------- | ------- | ------ |
| XXII    | 2009 | Berlín, Alemania     | 10°(Q2)   | 17,61 m | [ 64 ] |
| XXIII   | 2011 | Daegu, Corea del Sur | 20.º      | 17,42 m | [ 65 ] |
| XXIV    | 2013 | Moscú, Rusia         | 11°       | 18,02 m | [ 66 ] |
| XXV     | 2015 | Pekín, China         | 9°        | 17,98 m | [ 67 ] |
| XXVII   | 2017 | Londres, Inglaterra  | 15°       | 17,66 m |        |

### Mundial de Atletismo Indoor
| Edición | Año  | Lugar          | Resultado | Marca   | Ref.   |
| ------- | ---- | -------------- | --------- | ------- | ------ |
| XV      | 2014 | Sopot, Polonia | 13°       | 17,24 m | [ 68 ] |

### Mundial Junior de Atletismo (Sub-20)
| Edición | Año  | Lugar              | Resultado | Marca   | Ref.   |
| ------- | ---- | ------------------ | --------- | ------- | ------ |
| XI      | 2006 | Pekín, China       | 12°       | 14,38 m | [ 69 ] |
| XII     | 2008 | Bydgoszcz, Polonia | 1.º       | 17,23 m | [ 70 ] |

### Mundial Juvenil de Atletismo (Sub-18)
| Edición | Año  | Lugar                | Resultado | Marca   | Ref.   |
| ------- | ---- | -------------------- | --------- | ------- | ------ |
| IV      | 2005 | Marrakech, Marruecos | 4°        | 14,44 m | [ 71 ] |

### Juegos Panamericanos
| Edición | Año  | Lugar               | Resultado | Marca   | Ref.   |
| ------- | ---- | ------------------- | --------- | ------- | ------ |
| XVI     | 2011 | Guadalajara, México | 5°        | 17,56 m | [ 72 ] |
| XVII    | 2015 | Toronto, Canadá     | 3.º       | 18,01 m | [ 73 ] |

### Juegos Suramericanos
| Edición | Año  | Lugar                   | Resultado | Marca   | Ref.   |
| ------- | ---- | ----------------------- | --------- | ------- | ------ |
| VIII    | 2006 | Buenos Aires, Argentina | 1.º       | 16,36 m | [ 74 ] |
| IX      | 2010 | Medellín, Colombia      | 1.º       | 17,71 m | [ 75 ] |
| X       | 2014 | Santiago, Chile         | 1.º       | 18,07 m | [ 76 ] |

### Campeonato Iberoamericano de Atletismo
| Edición | Año  | Lugar                   | Resultado | Marca   | Ref.   |
| ------- | ---- | ----------------------- | --------- | ------- | ------ |
| XIII    | 2008 | Iquique, Chile          | 1.º       | 18,65 m | [ 24 ] |
| XIV     | 2010 | San Fernando, España    | 2.º       | 17,10 m | [ 30 ] |
| XV      | 2012 | Barquisimeto, Venezuela | 2.º       | 18,46 m | [ 77 ] |
| XVI     | 2014 | Sao Paulo, Brasil       | 1.º       | 17,53 m | [ 78 ] |
| XVII    | 2016 | Río de Janeiro, Brasil  | 3.º       | 17,45 m | [ 79 ] |

### Campeonato Sudamericano de Atletismo
| Edición | Año  | Lugar                         | Resultado | Marca   | Ref.   |
| ------- | ---- | ----------------------------- | --------- | ------- | ------ |
| XLV     | 2007 | Sao Paulo, Brasil             | 3.º       | 16,20 m | [ 80 ] |
| XLVI    | 2009 | Lima, Perú                    | 1.º       | 17,73 m | [ 27 ] |
| XLVII   | 2011 | Buenos Aires, Argentina       | 1.º       | 17,15 m | [ 81 ] |
| XLVIII  | 2013 | Cartagena de Indias, Colombia | NP        |         |        |
| XLIX    | 2015 | Lima, Perú                    | 2.º       | 17,56 m | [ 82 ] |

## Distinciones individuales y reconocimientos
| Distinción                                                                      | Año  |
| ------------------------------------------------------------------------------- | ---- |
| Premio Nacional del Deporte de Chile                                            | 2008 |
| Premio Deportista Relevante por el Círculo de Periodistas Deportivos de Chile   | 2008 |
| Mejor Deportista en Atletismo por el Círculo de Periodistas Deportivos de Chile | 2009 |
| Mejor Deportista en Atletismo por el Círculo de Periodistas Deportivos de Chile | 2012 |
| Mejor Deportista en Atletismo por el Círculo de Periodistas Deportivos de Chile | 2013 |
| Mejor Deportista en Atletismo por el Círculo de Periodistas Deportivos de Chile | 2014 |
| Premio "50 Héroes del Deporte" de Diario La Tercera                             | 2014 |
| Mejor Deportista en Atletismo por el Círculo de Periodistas Deportivos de Chile | 2015 |
| Reconocimiento Categoría Todo Competidor por la Federación Atlética de Chile    | 2015 |